# Dimitrij Kovačič
Dimitrij Kovačič, slovenski politik, poslanec in pravnik, * 28. november 1954, Ljubljana.
Dimitrij Kovačič, član Slovenske demokratske stranke, je bil leta 2004 izvoljen v Državni zbor Republike Slovenije; v tem mandatu je bil član naslednjih delovnih teles:
- Komisija po Zakonu o nezdružljivosti opravljanja javne funkcije s pridobitno dejavnostjo,
- Komisija za poslovnik (podpredsednik),
- Komisija po Zakonu o preprečevanju korupcije,
- Odbor za notranjo politiko, javno upravo in pravosodje in
- Preiskovalna komisija za ugotovitev in oceno dejanskega stanja, ki je lahko podlaga za odločanje o politični odgovornosti nosilcev javnih funkcij v Vladi Republike Slovenije na Ministrstvu za pravosodje in Vrhovnem državnem tožilstvu Republike Slovenije v zvezi z izvrševanjem nadzora po Zakonu o državnem tožilstvu (Uradni list RS št. 110/02 - uradno prečiščeno besedilo) za spremembo zakonodaje in za druge odločitve v skladu z ustavnimi pristojnostmi državnega zbora (predsednik).